# Nils August Cronstedt
Nils August Cronstedt, född den 15 september 1753 i Stockholm, död där den 9 juli 1835, var en svensk greve och militär. Han var son till Carl Johan Cronstedt och far till Claes August Cronstedt.

## Biografi
Cronstedt blev volontär vid Södermanlands regemente 1767, förare där samma år, sergeant 1768, fältväbel vid Bohusläns dragonregemente 1770, sekundlöjtnant där 1771, stabskornett 1772, premiäradjutant 1773, löjtnant i armén 1774, kapten vid Bohusläns dragonregemente 1776, ryttmästare vid Livregementet till häst 1778, korpral vid Livdrabantkåren 1786 och överstelöjtnant vid Livregementet till häst samma år. Han dömdes 1788 för orders- och subordinationsbrott till arkebusering, men fick av Gustav III förskoning från dödsstraffet med tjänstens förlust och livstids fängelse på Varbergs fästning, varifrån han på hertig Karls förbön blev lösgiven samma år i augusti. Cronstedt befordrades till överste i armén och generaladjutant 1792, guvernör vid Krigsakademien på Karlberg samma år, överstelöjtnant vid Savolaks fotjägarregemente 1793 och beviljades avsked därifrån 1802. Han blev generalmajor 1812, tjänstledig från guvernörsämbetet vid Karlberg 1820 och beviljades avsked ur armén 1830. Cronstedt blev riddare av Svärdsorden 1802, kommendör av samma orden 1809, riddare av Carl XIII:s orden 1815 och kommendör med stora korset av Svärdsorden samma år.